# 第一代邓肯子爵亚当·邓肯
海军上将亚当·邓肯，第一代邓肯子爵（英語：Admiral Adam Duncan, 1st Viscount Duncan，1731年7月1日—1804年8月4日），英国18世纪末及19世纪初的著名海军将领及军事家，在1797年的坎珀当海战中 （Battle of Camperdown）击败巴达维亚共和国的海军，（当时荷兰是法兰西第一共和国的傀儡国，被称为“巴达维亚共和国”)。 这场战役被英国人认为是海军史上最重要的胜利之一。英国海军历史上多艘军舰都以邓肯命名， 现役的勇敢级驱逐舰中的邓肯号（HMS Duncan）就是其中之一。
1. ↑  Laughton 1888，第159頁.